# Cristianos Sociales
Cristianos Sociales (en italiano: Cristiano Sociali, abreviado CS) fue un partido político italiano social cristiano; actualmente es una corriente dentro del Partido Democrático (PD).

## Historia
El partido fue fundado en 1993 por el líder sindical Pierre Carniti y el economista Ermanno Gorrieri, con el fin de representar a los católicos progresistas y demócratas cristianos de izquierda dentro de la coalición Alianza de los Progresistas. En 1998 CS contribuyó a la fundación de Demócratas de Izquierda, pasando a ser una facción dentro del partido. 

### Asociación política
Tras la confluencia en el DS, los socialcristianos se convierten en asociación política. 
En 2003, el movimiento contaba con más de 5.500 miembros presentes en todas las regiones italianas, cuatro consejeros regionales y más de 200 consejeros provinciales y municipales. En 2004 el movimiento se constituyó formalmente en asociación, con coordinaciones regionales y provinciales.
En 2007 fue partidario de la creación del Partido Democrático (PD), siendo la mayoría de sus miembros cercanos al primer líder del PD, Walter Veltroni. 
En las elecciones internas del PD de 2009 apoyó principalmente a Pier Luigi Bersani.
El grupo cuentaba en el 2013 con cuatro parlamentarios en el PD: Mimmo Lucà, Paolo Corsini, Donata Lenzi y Fabio Porta. CS es miembro de la Liga Internacional de Socialistas Religiosos.
Su archivo se conserva entre los archivos históricos del Senado de la República italiana.